# 阿门内莫普
阿门内莫普（英語：Amenemope），（约活动于公元前1100年前后）。古埃及人。他著有《阿门内莫普教诲》一书，此书内容与大多数早期规箴作品相似，辑录有关生活行动的格言和诫词。 后人一般认为此书为埃及智慧文学长期发展的顶峰。

## 扩展阅读
- 本条目包含来自公有领域出版物的文本: Chisholm, Hugh (编).  (第11版). London: Cambridge University Press. 1911.